# Доріс Драгович
Доріс Будімір (при народженні Драгович) (Doris Budimir (Dragović); нар. 16 квітня 1961) — хорватська естрадна співачка родом із міста Спліт.
Двічі виступала на конкурсі Євробачення:
- 1986 року представляла Югославію на пісенному конкурсі Євробачення з піснею «Željo moja» і посіла 11 місце.
- 1999 року представляла Хорватію з піснею «Marija Magdalena» і посіла 4 місце.

## Дискографія
- 1983. — Hajde da se mazimo (kao pjevačica grupe More)
- 1985. — Tigrica (Doris i grupa More) — zlatni album
- 1986. — Željo moja — platinasti album
- 1987. — Tužna je noć — platinasti album
- 1987. — Tvoja u duši — dijamantni album
- 1988. — Pjevaj srce moje — platinasti album
- 1989. — Budi se dan — platinasti album
- 1990. — Najveći hitovi (1986—1990)
- 1992. — Dajem ti srce
- 1993. — Ispuni mi zadnju želju
- 1995. — Baklje Ivanjske
- 1996. — Rođendan u Zagrebu (live)
- 1997. — Živim po svom
- 1999. — Krajem vijeka
- 2000. — Lice
- 2001. — 20 godina s ljubavlju (najbolje balade)
- 2002. — Malo mi za sriću triba
- 2007. — The Platinum Collection
- 2009. — Ja vjerujem
- 2010. — Love collection (najbolje ljubavne pjesme)